# 双马防御
双马防御是國際象棋開局義大利開局的一種，走法為：
1.e4 e5 2.Nf3 Nc6 3.Bc4 Nf6
后续的主要变化有4. Ng5，可以引出多种相对复杂的变化。
白方也可以走4. d3将局面转化为瑞高钢琴